# توقع بمرجع الفئة المعنية
التوقع بمرجع الفئة المعنية هي طريقة توقع المستقبل بالنظر إلى حالات مماثلة في الماضي ونتائجها.
يتنبأ التوقع بمرجع الفئة المعنية نتائج حدث مخطط له على أساس النتائج الفعلية في فئة مرجعية لأحداث مماثلة لتلك التي يجري تنبؤها. وقد وضع كل من دانيال كانمان وعاموس تفيرسكي النظرية الخاصة بالتوقع بمرجع الفئة المعنية. ساعد العمل النظري كانمان في الفوز بجائزة نوبل في العلوم الاقتصادية.
وجد كانمان وتفيرسكي أن حكم الإنسان عادة ما يتميز بأنه متفائل بوجه عام نتيجة للثقة المفرطة والاعتبار غير الكافي للمعلومات التوزيعية حول النتائج. لذلك، يميل الناس إلى التقليل من قيمة التكاليف ومواعيد الانتهاء، ومخاطر الإجراءات المخطط لها، في حين أنهم يميلون إلى المبالغة في تقدير فوائد تلك الإجراءات نفسها. ويتسبب في هذا الخطأ جهات فاعلة تركز على «المنظور الداخلي،» حيث يكون التركيز على مكونات الإجراء المخطط له المعني بدلاً من التركيز على النتائج الفعلية على مشاريع مماثلة قد اكتملت بالفعل.
وجد كانمان وتفيرسكي أن تجاهل المعلومات التوزيعية، وهو مخاطرة، ربما يكون هو المصدر الرئيسي للخطأ في التوقع. وعلى هذا الأساس فإنهما أوصيا القائمين على التوقع «بضرورة بذل كل جهد ممكن لتأطير مشكلة التوقع وذلك لتسهيل الاستفادة من جميع المعلومات التوزيعية المتوفرة».:316 ويطلق على استخدام المعلومات التوزيعية من المشاريع السابقة المشابهة لما يتم توقعه اتخاذ «المنظور الخارجي». ويعد التوقع بمرجع الفئة المعنية طريقة لاتخاذ منظور خارجي للإجراءات المخططة.
يتضمن مرجع التوقع للفئة المعنية الخطوات الثلاثة التالية:
1. التعرف على مرجع الفئة المعنية للمشاريع الماضية المماثلة.
2. إنشاء توزيع احتمال للمرجع المحدد من أجل الوسيط الذي يتم توقعه.
3. مقارنة المشروع المحدد بتوزيع فئة المرجع، من أجل تحديد النتيجة الأكثر ترجيحًا لمشروع معين.

وبينما وضع كانمان وتفيرسكي نظريات التوقع بمرجع الفئة المعنية، وضع بينت فليفبيرج وCOWI (2004) طريقة للاستخدام العملي لها في السياسة والتخطيط. حيث وصف المثال الأول على التوقع بمرجع الفئة المعنية عمليًا في فليفبيرج (2006). وكان التوقع الذي أجري عام 2004 من قبل حكومة المملكة المتحدة حول التكاليف الرأسمالية المتوقعة لتمديد ترام إدنبرة. قدرت توقعات المروج التكلفة بـ 255 ميلون جنيه إسترليني. وبأخذ جميع المعلومات التوزيعية المتاحة في الاعتبار، واستنادا إلى مرجع الفئة من مشاريع السكك الحديدية القابلة للمقارنة، فإن التوقعات بناءً على مرجع الفئة قدرت التكلفة بـ 320 مليون جنيه إسترليني. وقدر تقرير صدر في أغسطس 2011 أن التكلفة النهائية للمشروع الذي لم ينته حتى الآن ستكون أكثر من مليار جنيه إسترليني، للحصول على خط ترام أقصر من الخط 2 المقترح
ومنذ توقعات إدنبره، تم تطبيق التوقع بمرجع الفئة المعنية على العديد من المشروعات الأخرى في المملكة المتحدة، بما في ذلك مشروع كروسريل في لندن بتكلفة 15 مليار جنيه إسترليني (29 مليار دولار أمريكي). بعد عام 2004، نفذت هولندا، والدنمارك، وسويسرا أيضًا أنواعًا مختلفة من التوقع بمرجع الفئة المعنية.
وقبل هذا، في 2001 (تم التحديث عام 2006)، ضم الاتحاد الدولي لهندسة التكاليف التحقق من صحة التقدير بوصفها خطوة متميزة في الممارسة الموصى بها لتقدير التكلفة (يعد التحقق من صحة التقدير مكافئًا للتوقع بمرجع الفئة المعنية من حيث إنها تدعو للتقييمات المنفصلة المعتمدة على المنهج التجريبي لتحديد تقدير أساسي):

ينبغي قياس التقدير أو التحقق من صحته أو مقارنته وفقًا للخبرات التاريخية و/أو التقديرات الماضية للمشروعات والمشروعات المنافسة للتحقق من ملاءمته وقدرته التنافسية، ولتحديد فرص التحسين... يفحص التحقق من الصحة التقدير من منظور مختلف وباستخدام مقاييس مختلفة عن تلك المستخدمة في إعداد التقديرات.

في صناعات المعالجة (مثل النفط والغاز، والمواد الكيميائية والتعدين والطاقة وغيرها والتي تميل للهيمنة على عضوية الاتحاد الدولي لهندسة التكاليف)، كان للمقارنة المرجعية (أي: "المنظور الخارجي) لتقديرات تكلفة المشروع في مقابل التكاليف التاريخية للمشروعات المكتلمة المماثلة، بما في ذلك المعلومات الاحتمالية، تاريخ طويل.